# Helotium fulvum
Helotium fulvum är en svampart som beskrevs av Boud. 1897. Helotium fulvum ingår i släktet Helotium och familjen Helotiaceae.   Inga underarter finns listade i Catalogue of Life.